# Ерёминская (Вельский район)
Ерёминская — деревня в Вельском районе Архангельской области. Входит в состав Муниципального образования «Усть-Вельское».

## География
Деревня расположена в южной части Архангельской области, в таёжной зоне, в пределах северной части Русской равнины, в 6 километрах на северо-запад от города Вельска, на левом берегу реки Вель притока Ваги. Ближайшие населённые пункты: на северо-западе деревни Овчинниковская и Тарасовская.
Часовой пояс
Ерёминская, как и вся Архангельская область, находится в часовой зоне МСК (московское время). Смещение применяемого времени относительно UTC составляет +3:00.

## Население
| 2002 | 2010 | 2012 | 2014 |
| ---- | ---- | ---- | ---- |
| 94   | ↘82  | →82  | ↗97  |

## История
Указана в «Списке населённых мест по сведениям 1859 года» в составе Вельского уезда(2-го стана) Вологодской губернии под номером «2536» как «Ерёминская». Насчитывала 6 дворов, 33 жителя мужского пола и 33 женского.
В материалах оценочно-статистического исследования земель Вельского уезда упомянуто, что в 1900 году в административном отношении деревня входила в состав Кьяндского сельского общества Устьвельской волости. На момент переписи в селении Ереминское находилось 16 хозяйств, в которых проживало 46 жителей мужского пола и 41 женского.

## Инфраструктура
В 0,8 километрах от деревни проходит федеральная автомобильная дорога М8(Объездной участок вокруг города Вельск).